# Tcheco
Anderson Simas Luciano, más conocido como Tcheco (Curitiba, 11 de abril de 1976), es un exfutbolista brasileño. Jugaba de mediocampista y su último club fue el Coritiba Foot Ball Club del Campeonato Brasileño de Serie A. Actualmente es ayudante técnico del entrenador Marquinhos Santos en el Coritiba.

## Clubes

### Como futbolista
| Club              | País           | Año       |
| ----------------- | -------------- | --------- |
| Paraná Clube      | Brasil         | 1996-1998 |
| Esportivo         | Brasil         | 1999      |
| Malutrom          | Brasil         | 2000-2002 |
| Coritiba          | Brasil         | 2002-2003 |
| Ittihad FC        | Arabia Saudita | 2003-2005 |
| → Santos (cedido) | Brasil         | 2005      |
| Grêmio            | Brasil         | 2006-2007 |
| Ittihad FC        | Arabia Saudita | 2008      |
| Grêmio            | Brasil         | 2008-2009 |
| Corinthians       | Brasil         | 2010      |
| Coritiba          | Brasil         | 2010-2012 |

### Como entrenador
| Club     | País   | Año   |
| -------- | ------ | ----- |
| Coritiba | Brasil | 2018- |

## Palmarés

### Campeonatos nacionales
| Título            | Club   | País   | Año  |
| ----------------- | ------ | ------ | ---- |
| Campeonato Gaúcho | Grêmio | Brasil | 2006 |
| Campeonato Gaúcho | Grêmio | Brasil | 2007 |

- Datos: Q611933
- Multimedia: Tcheco / Q611933